# هيرنان ميدفورد
هيرنان ميدفورد (بالإسبانية: Hernán Medford)‏ (مواليد 23 مايو 1968) هو لاعب كرة قدم. يلعب مع منتخب كوستاريكا لكرة القدم. سبق له أن لعب في كأس العالم لكرة القدم مع منتخب بلاده.

## روابط خارجية
- هيرنان ميدفورد على موقع الاتحاد الدولي (مؤرشف)  (الإنجليزية)
- هيرنان ميدفورد على موقع قاعدة بيانات كرة القدم.إي يو (الإنجليزية)
- هيرنان ميدفورد على موقع ناشيونال فوتبول تيمز (الإنجليزية)